# Коротоякская верфь
Коротоякская верфь — корабельная верфь, на которой в конце XVII века строились корабли для Азовской флотилии.

## История
Корабельная верфь была основана в 1697 году на правом берегу Дона при устье речки Коротояка около села Коротояк.
Первоначально на верфи строились мелкие морские суда, будары и плоты.
В 1697 году на верфи на денежные средства кумпанства князя Я. Ф. Долгорукого был заложен 40-пушечный корабль 5 ранга «Ёж» («Игель»). Строитель корабля Д. Фейкес.
4-5 мая 1699 года в период похода российской эскадры кораблей из Воронежа к Азову, Пётр I сделал остановку в Коротояке для осмотра корабля «Ёж» и других судов, строящихся на верфи.
В 1700 году корабль был спущен на воду и продолжал достраиваться. В 1704 году «Ёж» был переведён в Таганрог. В 1704, 1707, 1709 и 1710 годах использовался для перевозки соли из урочища Берды. Разобран в Таганроге в 1710 году.